# Чемпіонат Німеччини з хокею 1926
Чемпіонат Німеччини з хокею 1926 — 10-й регулярний чемпіонат Німеччини з хокею, чемпіоном став клуб СК Берлін.
Матчі чемпіонату пройшли 28 лютого та 1 березня 1926 року в Берліні у місцевому Спортивному палаці.

## Чвертьфінали
- Кенігсберг — Мюнхенер ЕВ 2:0
- Спортклуб Лейпциг — СК Шарлоттенбург 0:5

## Півфінали
- СК Берлін — Кенігсберг 13:1
- СК Шарлоттенбург — СК Ріссерзеє 4:1

## Фінал
- СК Берлін — СК Шарлоттенбург 7:0

## Склад чемпіонів
Склад СК Берлін: Герман Андерсен, Гондорф, Макс Гольцбоер, Нільс Моландер, Вальтер Закс, Альфред Штайнке, Вернер Крюгер, Байн, Решке, Краац, Горст Орбановські, Кроковські, Густав Єнеке.